# Variable de procés
|  | Aquest article tracta sobre l'indicador d'enginyeria. Pel concepte matemàtic que es fa servir en termodinàmica, vegeu funció de procés. |

Una variable de procés, valor de procés o paràmetre de procés és l'estat actual d'un procés sota control. Un exemple seria la temperatura d'una caldera: la temperatura actual és la variable de procés, mentre que la temperatura desitjada (objectiu) es coneix com a consigna.
La mesura de variables de procés és important per controlar un procés. La variable de procés és una característica dinàmica del procés i pot ser que canviï ràpidament. Les quatre variables que se solen mesurar que afecten els processos químics i físics són la pressió, la temperatura, el nivell i el flux.